# Велна, Данель
Да́нель Зи́гмунт Ве́лна (пол. Daniel Zygmunt Wełna; 3 декабря 1955, Быдгощ) — польский гребец-байдарочник, выступал за сборную Польши во второй половине 1970-х — первой половине 1980-х годов. Двукратный чемпион мира, обладатель серебряной медали международного турнира «Дружба-84», многократный победитель регат национального значения, участник двух летних Олимпийских игр.

## Биография
Данель Велна родился 3 декабря 1955 года в городе Быдгощ, Куявско-Поморское воеводство. Активно заниматься греблей начал в раннем детстве, проходил подготовку в местном быдгощском спортивном клубе «Завиша».
Благодаря череде удачных выступлений в 1976 году удостоился права защищать честь страны на летних Олимпийских играх в Монреале — совместно с партнёром по команде Ришардом Тылевским участвовал в программе двухместных байдарок на дистанции 1000 метров, смог дойти, тем не менее, только до стадии полуфиналов. Год спустя побывал на чемпионате мира в болгарской Софии, откуда привёз сразу две награды золотого достоинства, выигранные в четвёрках на километровой и полукилометровой дистанциях. Ещё через год выиграл бронзовую медаль на аналогичных соревнованиях в югославском Белграде, став третьим в четвёрках на пятистах метрах.
В 1979 году Велна выступил на мировом первенстве в немецком Дуйсурге, в составе четырёхместного экипажа получил здесь бронзу на пятистах метрах и серебро на тысяче. Позже прошёл квалификацию на Олимпийские игры 1980 года в Москве, в составе экипажа, куда также вошли гребцы Ришард Оборский, Гжегож Колтан и Гжегож Следзевский, сумел пробиться в финальную стадию турнира и был близок к призовым позициям, но в решающем заезде оказался на финише только четвёртым.
После двух Олимпиад Данель Велна остался в основном составе польской национальной сборной и продолжил принимать участие в крупнейших международных регатах. Так, в 1981 году он выступил на чемпионате мира в английском Ноттингеме, где в зачёте двухместных байдарок стал серебряным призёром на дистанции 500 метров и бронзовым призёром на дистанции 1000 метров.
Как член сборной в 1984 году должен был участвовать в Олимпийских играх в Лос-Анджелесе, однако страны социалистического лагеря по политическим причинам бойкотировали эти соревнования, и вместо этого он выступил на альтернативном турнире «Дружба-84» в Восточном Берлине, где тоже был успешен, в частности вместе с партнёрами по команде Казимежом Кшижаньским, Янушом Вегнером и Гжегожем Кравцувом завоевал серебряную медаль в зачёте байдарок-четвёрок, пропустив вперёд только команду ГДР.
Завершив спортивную карьеру, работал тренером по гребле на байдарках и каноэ.